# Viêm đường tiết niệu
Viêm đường tiết niệu là thuật ngữ chỉ bệnh lý viêm nhiễm xảy ra trên đường tiết niệu do vi khuẩn gây viêm nhiễm. Sự viêm nhiễm này không đe dọa nghiêm trọng đến cuộc sống của người bệnh lúc đầu nhưng có thể nó sẽ gây đau rát và khó chịu. Đặc biệt khi vi khuẩn kháng lại các thuốc thông thường thì tình trạng đau đớn, khó chịu sẽ càng khó chữa hơn. Phụ nữ gặp vấn đề viêm đường tiết niệu nhiều hơn nam giới. Bệnh viêm đường tiết niệu xảy ra ở trẻ gái nhiều hơn hẳn trẻ trai, tỷ lệ khoảng 5:1 và khoảng 20-40% phụ nữ từng bị viêm đường tiết niệu.

## Triệu chứng
Viêm đường tiết niệu có một số triệu chứng chung, biểu hiện của bệnh giống nhau ở cả hai giới là đều có triệu chứng đi tiểu khó, tiểu rắt, bụng ậm ạch khó chịu. Cụ thể là: 
- Thường xuyên đi tiểu hoặc muốn đi tiểu, hay có cảm giác muốn đi vệ sinh liên tục, lượng nước tiểu trong mỗi lần vệ sinh rất ít
- Có cảm giác đau buốt khi đi tiểu, giữa các lần đi vệ sinh có cảm giác như có kim châm
- Đau ở bụng dưới và lưng và nóng rát ở vùng bụng dưới.
- Khi sự viêm nhiễm phát triển mạnh thì sẽ tan toả đến thận và dạ con khiến bệnh nhân có các triệu chứng như đau lưng, ớn lạnh, sốt, buồn nôn và nôn.
- Nước tiểu có màu khác đi tiểu khó, tiểu rắt, bụng ậm ạch khó chịu

Tuy nhiên để chẩn đoán có phải bệnh viêm nhiễm đường tiết niệu hay không cần phải làm xét nghiệm.
Đối với trẻ em, có ba dạng bệnh chủ yếu của viêm đường tiết niệu trẻ em, đó là viêm bàng quang, viêm thận và nhiễm khuẩn niệu. Trong ba dạng này thì nhiễm khuẩn niệu là thể bệnh nhẹ nhất (chỉ xuất hiện vi khuẩn trong nước tiểu nhưng chưa gây viêm), còn viêm thận là thể bệnh nặng nhất.
Một trong những khó khăn ở trẻ em là chẩn đoán, vì bệnh này ở trẻ em không có triệu chứng đặc trưng, mà thay vào đó chúng được thể hiện bằng những biểu hiện rất chung chung xuất hiện trong nhiều bệnh khác như: đau bụng, sốt, quằn quại, quấy khóc, bỏ ăn, bỏ bú. Vì thế mỗi khi thấy trẻ sốt cao, sờ vào bụng thấy trẻ khóc to hơn thì cần chú ý tới hai bệnh có thể gặp là bệnh đường tiêu hóa và bệnh viêm đường tiết niệu ở trên. Ở thể bệnh viêm bàng quang thì có một số biểu hiện rõ ràng hơn như trẻ tiểu khó, tiểu không liên tục, tiểu ngắt quãng và nước tiểu rất hôi.

## Nguyên nhân
Phần lớn viêm đường tiết niệu do vi khuẩn xâm nhập vào đường niệu. Vi khuẩn xâm nhập chủ yếu theo đường viêm ngược dòng, từ bộ phận sinh dục ngoài rồi lan lên trên thận. dù là mầm bệnh nào thì chúng đều có chung một cách xâm nhập là đi từ dưới lên trên. Đầu tiên, mầm bệnh lây từ phân trong đại tràng vào bộ phận sinh dục ngoài. Chúng gây viêm niệu đạo, bàng quang và cứ thế xâm nhập và viêm lan lên trên. Gần như tất cả đều có chung một con đường gây bệnh.
Đại đa số các trường hợp do vi khuẩn "Escherichia coli" gây ra (Có khoảng 90% trường hợp là do vi khuẩn E.coli gây ra) bởi vi khuẩn này có khả năng thâm nhập trực tiếp vào đường tiết niệu, hoặc qua sinh hoạt tình dục, qua các dụng cụ đặt xông dẫn lưu, phẫu thuật nội soi..., ngoài E.Coli còn có các loại vi khuẩn như Klebsiella, Proteus, Staphylococcus Saprophyticus. Không phải tất cả, nhưng đa phần những vi khuẩn này là vi khuẩn đường ruột, ký sinh trong ruột già ở trẻ, chỉ một tỷ lệ rất nhỏ là do vi rút hoặc do nấm gây ra. Ngoài ra, viêm đường tiết niệu còn có thể do thấp nhiệt (nóng trong) gây nóng, rát, buốt khi đi tiểu, các đối tượng này thường hay bị tái phát vào mùa hè.
Các yếu tố thuận lợi cho viêm đường tiết niệu xảy ra là: sỏi đường tiết niệu, ứ trệ nước tiểu do u, phì đại tuyến tiền liệt, sinh hoạt tình dục với người bị bệnh đường sinh dục - tiết niệu mà không dùng phương tiện bảo vệ, mắc các bệnh như đái tháo đường, suy giảm miễn dịch, già yếu, suy kiệt... Viêm đường tiết niệu rất dễ tái phát nếu không điều trị dứt điểm, tận gốc.
Mức độ nguy hiểm phụ thuộc vào cơ quan bị viêm. Nếu vi khuẩn trú ngụ ở bàng quang, tức viêm bàng quang, việc viêm nhiễm không mấy nghiêm trọng. Nhưng nếu vi khuẩn xâm nhập tới thận, tức viêm thận, tính chất viêm nhiễm trong trường hợp này lại trở nên nghiêm trọng và cần phải đi khám ngay lập tức để được điều trị kịp thời.
Ngoài ra, nguyên nhân chính gây viêm đường tiết niệu là quan hệ tình dục. Quan hệ tình dục tăng nguy cơ viêm đường tiết niệu.

## Điều trị và phòng tránh

### Điều trị
- Điều trị bằng kháng sinh

Viêm đường tiết niệu không điều trị sớm sẽ làm giảm chức năng của bàng quang hoặc thận ở cả nam giới và nữ giới, thậm chí hệ tiết niệu có thể bị tổn thương vĩnh viễn. Cách điều trị thông thường đối với bệnh này là sử dụng kháng sinh diệt vi khuẩn. Đặc biệt là cần phải chữa trị dứt điểm và vệ sinh đúng cách nếu không bệnh tái phát lại sẽ nặng hơn và khó chữa hơn. Tuy nhiên, khi dùng kháng sinh trị bệnh cần lưu ý sử dụng đúng và đủ liều, đồng thời cần điều trị theo phác đồ để tránh tình trạng vi khuẩn không được tiêu diệt hết, khi gặp điều kiện thuận lợi sẽ tái phát. Khi đó, người bệnh sẽ phải sử dụng kháng sinh liều cao hơn để diệt khuẩn, gây mệt mỏi cho cơ thể.
Ngoài ra, lưu ý với những người bị viêm đường tiết niệu do thấp nhiệt (nóng trong) thì không nên điều trị bằng kháng sinh vì bản thân người bệnh không bị nhiễm khuẩn, nếu dùng kháng sinh có thể dẫn tới bệnh ngày càng nặng hơn.
- Điều trị bằng đông y

Trong đông y, Kim Ngân Hoa và Kim Tiền Thảo là hai loại thảo dược được sử dụng kết hợp để điều trị viêm đường tiết niệu an toàn và cho hiệu quả cao với cơ chế "thông, xả". Theo đó, Kim Ngân Hoa được ví như kháng sinh tự nhiên, giúp diệt khuẩn cực mạnh, đặc biệt là vi khuẩn E.Coli. Đồng thời Kim Tiền Thảo có tác dụng thanh nhiệt, lợi niệu, từ đó giúp đào thải vi khuẩn đã chết và vi khuẩn bám trên bề mặt đường niệu ra ngoài. Vì vậy, uống thật nhiều nước kết hợp với hai dược liệu trên sẽ giúp tiểu mạnh nhiều, rửa trôi vi khuẩn, mảng viêm ở bàng quang, đồng thời "xả sạch" vi khuẩn ra khỏi đường niệu một cách dễ dàng, an toàn. Với phương pháp điều trị này, đối với những bệnh nhân bị viêm đường tiết niệu do thấp nhiệt (nóng trong) cũng cho hiệu quả cao.

### Phòng tránh
Để phòng chống bệnh này, có thể kết hợp dùng thảo dược và vệ sinh sạch sẽ để ngăn chặn vi khuẩn viêm nhiễm. Nhà vệ sinh sạch cũng là một nhân tố quan trọng để tránh mắc bệnh này.
Nên đi tiểu ngay sau khi quan hệ tình dục để loại bỏ vi khuẩn có thể xâm nhập vào bên trong. Sau khi giao hợp, nên uống nước và đi tiểu sớm để giảm vi trùng xâm nhập ống dắt tiểu và bọng đái, để loại bỏ các vi khuẩn ở niệu đạo, vệ sinh sạch sẽ bộ phận sinh dục, thay băng vệ sinh thường xuyên trong những ngày có kinh nguyệt, thực hiện quan hệ chung thủy một vợ một chồng. Bao cao su cũng là một biện pháp phòng tránh cần thiết nhất là với các cuộc tình một đêm hay quan hệ không có chủ định trước.
Cần uống nhiều nước mỗi ngày, nên uống ít nhất 1,5 đến khoảng 2 lít nước mỗi ngày có thể là nước lọc, nước râu ngô, bông mã đề… để giúp làm loãng nước tiểu và góp phần loại bỏ vi khuẩn. Đây là một biện pháp phòng bệnh viêm đường tiết niệu hữu hiệu.
Tuyệt đối không được nhịn tiểu bởi nhịn tiểu sẽ khiến nước tiểu bị ngưng đọng và ứ đọng, tạo môi trường thuận lợi cho vi khuẩn sinh sôi và phát triển. Khi có nhu cầu đi tiểu, không nên nhịn, hãy đi tiểu ngay. Hơn nữa nhịn tiểu làm tăng nguy cơ trương cơ, co thắt bàng quang. Khi đi tiểu thì đừng vội vã khi đi tiểu, hãy đi từ từ. Không nên quá sức, sẽ ảnh hưởng đến xương chậu.
Tránh mặc các loại quần áo, đồ lót quá chật, làm bằng chất liệu khó thoát mồ hôi. Không sử dụng thường xuyên các sản phẩm thụt rửa không phù hợp có chứa chất kiềm, có chất sát khuẩn…
Bổ sung dinh dưỡng bằng cách thường xuyên uống vitamin C bổ sung. Uống nhiều Vitamin C vì Vitamin C ngăn ngừa viêm bàng quang Vitamin C tăng axit trong nước tiểu, vì thế, hạn chế được sự bùng phát của các loại vi khuẩn. Vitamin C làm tăng mức độ axít trongnước tiểu, giúp giảm số lượng vi khuẩn có hại hiện diện trong hệ thống đường tiết niệu..
Một số loại quả quen thuộc giúp phòng và chữa căn bệnh này như: Nước ép trái cây nam việt quất, nước cam nhất là trộn nước cam với nước dừa non sẽ rất lợi tiểu trong trường hợp ít đi tiểu, viêm nhiễm đường tiết niệu và các chứng đau khác do viêm nhiễm gây ra ngoài ra còn các loại nước chanh Nho tươi, chuối, Hạt dưa...
Băng vệ sinh cũng là một trong những nguyên nhân ảnh hưởng tới đường tiết niệu. Việc sử dụng băng vệ sinh không đúng cách, để băng lâu không thay cũng làm bạn bị viêm nhiễm, lâu dần không chữa trị thì vi khuẩn còn có thể xâm nhập cả đường tiết niệu gây viêm. 